# Madarász László (színművész)
Madarász László (Budapest, 1903. október 23. – Budapest, 1969. július 11.) magyar színész.
Az Állami Déryné Színház alapító tagja.

## Életpályája
Mayer Alajos és Pebszl Alojzia gyermekeként született. A Liszt Ferenc Zeneművészeti Főiskolán végzett. 1934-ben a Király Színházban és az óbudai Kisfaludy Színházban lépett fel, majd 1935-től Miskolcra Sebestyén Mihály társulatához szerződött. 1940-41-ben a Szegedi Városi Színházban, majd 1943-ig a Fővárosi Operettszínházban és az Új Színházban szerepelt, 1944-től a Vidám Színház bonvivánja volt és játszott Földessy Géza társulatában is.  A háború után, 1945-től ismét Miskolcon játszott. 1948-ban, pályafutásának 15 éves évfordulóján az alábbiakat nyilatkozta: 

„...itt kezdtem pályámat Sebestyén Mihálynál, miután a zeneművészeti főiskolát elvégeztem... Hat évig énekeltem ebben a városban a legszebb klasszikus operetthős szerepeket, s azután is, hogy Szegedre, majd a budapesti Fővárosi Operettszinházhoz kerültem, mindig visszatértem Miskolcra, ahol a közönség szeretettel várt...”

 1946-ban a Béke Színház is foglalkoztatta, 1949-től a kecskeméti Katona József Színházban szerepelt. Egyik alapító tagja 1951-es megalakulásától az Állami Faluszínháznak, majd a jogutód, Állami Déryné Színház művésze volt.

## Magánélete
Felesége: Büchlmayer Erzsébet, akivel 1931-ben kötött házasságot. Gyermekeik: Madarász László (1932–2005) és Madarász Mária (1944).

## Fontosabb színházi szerepei
- Molière: Tartuffe... Cléante
- William Shakespeare:A makrancos hölgy... Hortensio
- Mark Twain: Koldus és királyfi... Hendon lovag
- Harriet Beecher Stowe: Tamás bátya kunyhója... Clayton
- Iszaak Oszipovics Dunajevszkij: Szabad szél... Markó
- Iszaak Oszipovics Dunajevszkij: Vidám vásár... Gorgyej Voron
- Johann Baptist Schenk: Falusi borbély... Erős Józsi
- Lillian Hellman: A kis rókák... Benjamin Hubbard
- Jurij Szergejevics Miljutyin: Nyugtalan boldogság... Andrej Balasov
- Jókai Mór: A lőcsei fehér asszony... Andrássy István báró
- Móricz Zsigmond: Légy jó mindhalálig... Sarkadi
- Hámos György: Aranycsillag... István
- Gombos Imre: A csóknak próbája... Ali basa
- Babay József - Buday Dénes: Haranghalló János... Haranghalló János
- Selmeczi Elek: Örvény... Dr. Farkas Pál
- Boross Elemér: Pletykafészek... Hajagos Antal
- Dobozy Imre: Szélvihar... Mácsai Géza
- ifj. Johann Strauss: Cigánybáró... Barinkay Sándor, elszegényedett nemes
- Lehár Ferenc: A mosoly országa... Szu Csong
- Lehár Ferenc: Luxemburg grófja... René
- Lehár Ferenc: A víg özvegy... Danilo Danilovics gróf
- Lehár Ferenc: Vándordiák... Drághy Péter
- Kálmán Imre: Csárdáskirálynő... Kerekes Ferkó
- Huszka Jenő: Lili bárónő... Malomszegi báró
- Huszka Jenő: Mária főhadnagy... Biccentő, strázsamester
- Jacobi Viktor: Leányvásár... Harrison

## Filmek, tv
- Rákóczi nótája (1943)